# النهدين
النهدين قرية تابعة لمحافظة تثليث في منطقة عسير في المملكة العربية السعودية.